# Piptadenia uaupensis
Piptadenia uaupensis är en ärtväxtart som beskrevs av George Bentham. Piptadenia uaupensis ingår i släktet Piptadenia och familjen ärtväxter. Inga underarter finns listade i Catalogue of Life.